# Lola (prénom)
Pour les articles homonymes, voir Lola.
Cette page présente le prénom Lola ainsi que ses variantes.
Lola est un prénom féminin, initialement diminutif du prénom d'origine espagnole Dolores ou du prénom germanique Karola. 
Les Lola se fêtent le 15 septembre.
« Lolita » signifie « petite Lola » en espagnol.

## Dans la culture
La passage de Lola à Lolita est assez fréquent, on le trouve dans plusieurs chansons de Renaud dédiées à sa fille Lolita Séchan dans lesquelles les deux formes sont utilisées, ou encore dans la chanson Moi... Lolita la citation « Lo ou bien Lola, du pareil au même ». De même dans le roman de Nabokov Lolita, le prénom Dolores est décliné sous toutes ses formes, y compris Lola et Lolita.

## Personnalités ayant comme prénom Lola
- Pour l'ensemble des articles sur les personnes portant ce prénom, consulter :
  - la liste des articles dont le titre commence par ce prénom
  - les listes produites par Wikidata : Liste des personnes de prénom « Lola » — même liste en incluant les éventuels prénoms composés qui contiennent « Lola ».
- Lola Flores (1923-1995), chanteuse, danseuse et actrice espagnole ;
- Lola Quivoron (née en 1989), réalisatrice et scénariste française ;
- Lola Rodríguez Aragón (1910-1984), soprano espagnole ;
- Lola Rodríguez (née en 1998), actrice espagnole.